# Taj Mahal Palace

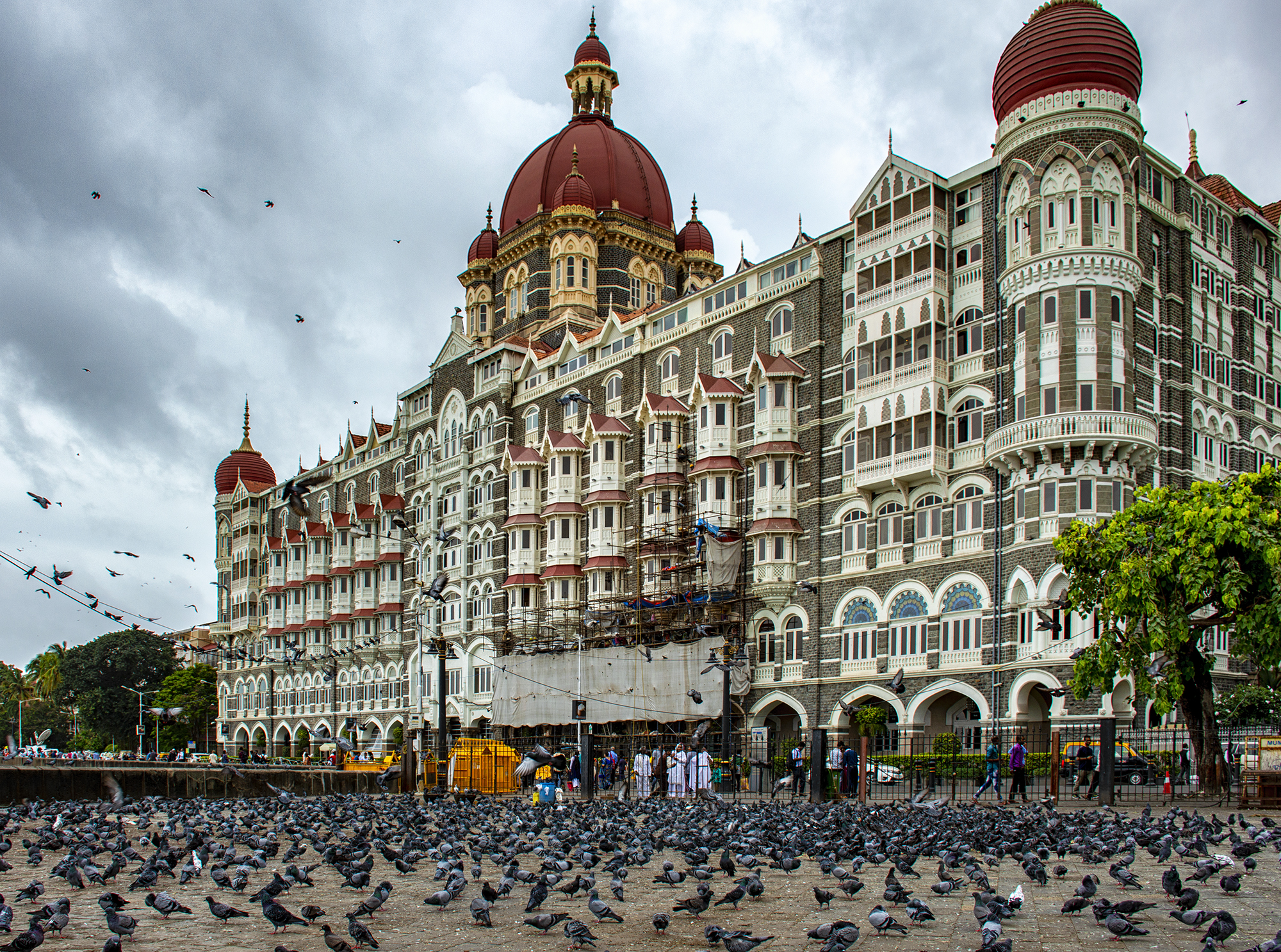
Taj Mahal Palace, 2018

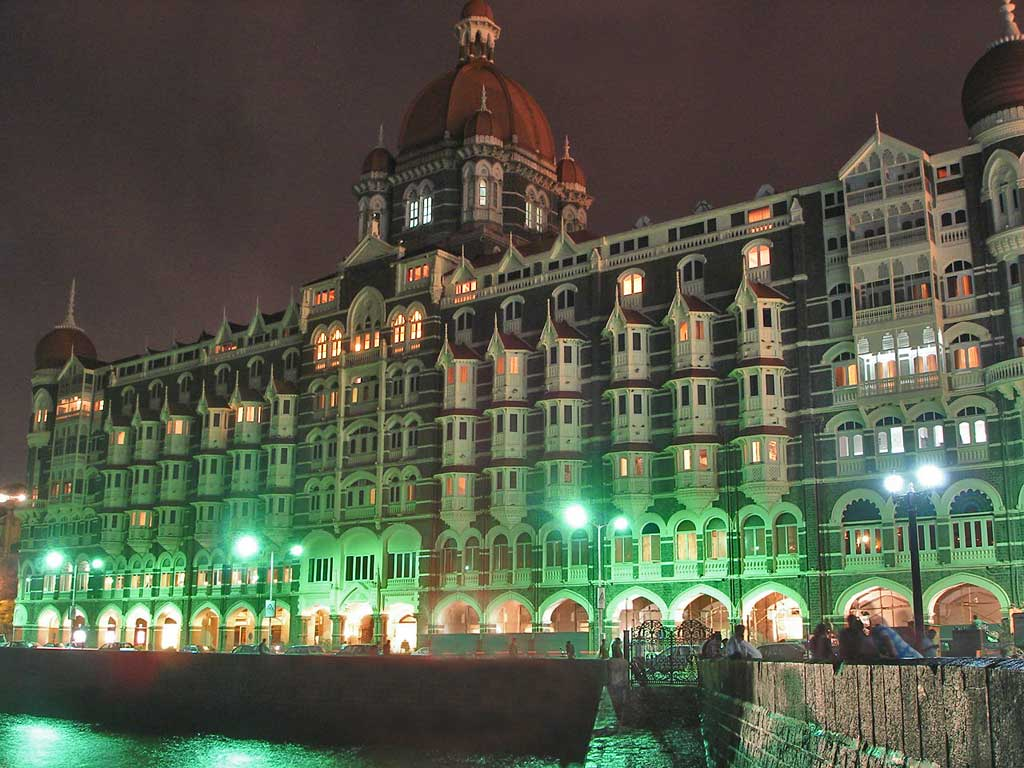
Das Hotel bei Nacht

Das Taj Mahal Palace (heute The Taj Mahal Palace, Mumbai, früher auch Taj Mahal Palace & Tower) ist ein Luxushotel in der indischen Stadt Mumbai. Es liegt im Stadtteil Colaba nahe dem Gateway of India und gehört zum Unternehmen Taj Hotels Resorts and Palaces. Es gehört zu den Leading Hotels of the World.

## Geschichte
Das Hotel wurde am 16. Dezember 1903 im Auftrag des parsischen Industriellen Jamshedji Tata, einem der einflussreichsten Unternehmer seiner Zeit, eröffnet. Die Pläne stammten vom britischen Architekten W. A. Chambers basierend auf den ersten Entwürfen der indischen Architekten Sitaram Khanderao Vaidya und D. N. Mirza. Das Baugrundstück liegt direkt an der östlichen Küstenlinie, genannt Apollo Bunder. Über die vielen Jahre wurde das Hotel zur Legende und beherbergte berühmte Persönlichkeiten wie Mick Jagger, Marianne Faithfull, Prinz Charles, The Beatles, Bill Clinton und Jacqueline Kennedy Onassis.
Bei den Terroranschlägen in Mumbai im November 2008 wurde auch das Taj Mahal Palace Hotel ein Ziel der Terroristen. Durch ein von ihnen gelegtes Feuer wurde das Hotel beschädigt. Im Hotel wurden mehrere Dutzend Geiseln von bewaffneten Männern festgehalten, die sich selbst als Gruppe der „Deccan Mujahideen“ bezeichnen. Insgesamt wurden in dem Hotel 36 Menschen von den islamistischen Terroristen ermordet sowie 28 Personen verletzt. Nach Angaben von Augenzeugen wurden die Geiseln gezielt nach ihrer amerikanischen oder britischen Staatsangehörigkeit ausgewählt. Am 15. August 2010 wurde das Hotel wiedereröffnet.
Mit dem The Taj Mahal Hotel hat das Taj Mahal Palace ein Schwesterhotel in Neu-Delhi bekommen, das ebenfalls von der Hotelkette Taj Hotels Resorts and Palaces betrieben wird.

## Architektur
Das Hotel besteht aus zwei separaten Gebäuden, dem Altbau (englisch Palace, ‚Palast‘) und einem nördlich gelegenen Hochhaus neueren Datums (Tower, ‚Turm‘).
Der Grundriss des Palace ist eine symmetrische Dreiflügelanlage um einen zentralen Garten vor der Hauptfassade. Über ihrer Mitte thront eine große Kuppel. An den markanten Gebäudeecken wurden außerdem jeweils kleinere Kuppelpavillons errichtet. Das Erdgeschoss ist durch eine großzügige Arkade, die entlang der Ost- und Südseite verläuft, gekennzeichnet. Hier befinden sich darüber hinaus die Büros der Hotelverwaltung, Geschäfte und eine Kunstgalerie. Das erste Obergeschoss beherbergt den Speisesaal, Zeichen- und Leseräume sowie einige luxuriöse Suiten. Die Hotelräume befinden sich in den Obergeschossen.
Stilistisch ist das Palace eine Mischung aus unterschiedlichen mittelalterlichen Formen aus Gujarat, viktorianisch-gotischen Einflüssen und arabischen und islamischen Formen wie beispielsweise den Bögen der Erdgeschoss-Arkaden. Mit seiner großen Kuppel ist das Hotel einer der prägenden Bauten der Skyline Mumbais.